# Cursa spre Witch Mountain
Cursa spre Witch Mountain (titlu original: Race to Witch Mountain) este un film american SF thriller din 2009 regizat de Andy Fickman. Rolurile principale au fost interpretate de actorii Dwayne Johnson, AnnaSophia Robb, Alexander Ludwig, Ciarán Hinds și Carla Gugino.. Este o refacere a filmului Disney  Escape to Witch Mountain din 1975, care este bazat pe un roman omonim din 1968 scris de Alexander Key.

## Distribuție
- Dwayne Johnson - Jack Bruno
- AnnaSophia Robb - Sara
- Alexander Ludwig - Seth
- Carla Gugino - Dr.Alex Friedman
- Ciarán Hinds - Henry Burke
- Chris Marquette - Pope
- Billy Brown - Carson
- Garry Marshall - Dr. Donald Harlan
- Kim Richards - Tina
- Ike Eisenmann - Sheriff Antony
- Tom Woodruff Jr. - de Siphon